# Купін (Ілавський повіт)
Купін (пол. Kupin) — село в Польщі, у гміні Залево Ілавського повіту Вармінсько-Мазурського воєводства.
Населення — 228 осіб (2011).
У 1975-1998 роках село належало до Ольштинського воєводства.

## Демографія
Демографічна структура станом на 31 березня 2011 року:
|          | Загалом | Допрацездатний вік | Працездатний вік | Постпрацездатний вік |
| -------- | ------- | ------------------ | ---------------- | -------------------- |
| Чоловіки | 114     | 36                 | 69               | 9                    |
| Жінки    | 114     | 35                 | 66               | 13                   |
| Разом    | 228     | 71                 | 135              | 22                   |